# Johannes Bilstein
Johannes Bilstein (* 1949) ist ein deutscher Erziehungswissenschaftler und Hochschullehrer.

## Leben
Johannes Bilstein wurde im Jahr 1949 in Köln geboren und absolvierte 1968 sein Abitur am Gymnasium Blücher Straße (inzwischen Leonardo-da-Vinci Gymnasium Köln-Nippes). Bilstein nahm nach dem Abitur ein Studium der Pädagogik, Germanistik, Geschichte, Philosophie und Psychologie an der Universität zu Köln auf. Dieses schloss er mit dem Ersten Staatsexamen in den Fächern Pädagogik und Germanistik ab. Er war von 1976 bis 1980 als Gymnasiallehrer und als Assistent am Institut für Pädagogik der Universität Köln am Lehrstuhl von Hans-Hermann Groothoff tätig. Zudem lehrte er von 1974 bis 1985 als Dozent an der Volkshochschule Leverkusen, im Fachbereich Kunst und Kultur.
1979 wurde Johannes Bilstein in Pädagogik zum Thema „Die Psychoanalyse als Gegenstand schulischen Unterrichtes“ promoviert und wurde im Jahr 1980 an die Kunstakademie Düsseldorf als Dozent für Pädagogik berufen. Bilstein habilitierte sich im Jahr 2000 an der FU Berlin mit der Habilitationsschrift: „Gesprochene Bilder. Über Metaphern in der Pädagogik“ und wurde zum Professor an der Düsseldorfer Kunstakademie ernannt. Dort war er von 2002 bis 2004 Dekan des Fachbereichs „Kunstbezogene Wissenschaften“. Im Jahr 2004 wechselte Bilstein an die Folkwang-Hochschule Essen, wo er bis 2008 als Professor für Erziehungswissenschaft tätig war. Im Jahr 2008 nahm Johannes Bilstein eine Professur für Pädagogik an der Kunstakademie Düsseldorf an, wurde dort erneut (2013–2018) zum Dekan des Fachbereiches „Kunstbezogene Wissenschaften“ gewählt, bis er die Akademie 2018 aus Altersgründen verließ.
Bilstein war von 2001 bis 2014 Vorsitzender der Kommission „Pädagogische Anthropologie“ in der Deutschen Gesellschaft für Erziehungswissenschaft und von 2002 bis 2011 Mitglied im Herausgeber-Kreis des „Jahrbuchs für Historische Bildungsforschung“. Seit 2001 hat er einen Lehrauftrag für Pädagogik an der Universität Innsbruck inne. Von 2012 bis 2021 war Bilstein Mitglied im Expertenrat für kulturelle Bildung, welcher unter Leitung der Mercator Stiftung von einem Stiftungsverbund getragen wurde. Seit 2020 ist er ordentliches Mitglied der Nordrhein-Westfälischen Akademie der Wissenschaften und der Künste, Klasse der Künste.

## Schriften (Auswahl)
- Die Psychoanalyse als Gegenstand schulischen Unterrichtes. Köln, Univ., Philos. Fak., Diss., 1979.
- Entwicklung – Erziehung – Sozialisation. Klett, Stuttgart 1982, ISBN 3-12-274700-6.
- Macht und Fürsorge. Das Bild der Mutter in zeitgenössischer Kunst und Wissenschaft. (Hrsg. mit Ursula Trübenbach und Matthias Winzen) Oktagon, 1999, ISBN 3-89611-078-0
- Transformationen der Zeit. (Hrsg. mit Gisela Miller-Kipp und Christoph Wulf), Weinheim 1999, ISBN 3-89271-881-4
- Ich bin mein Auto. (Hrsg. mit Matthias Winzen) Verlag der Buchhandlung König, Köln 2001, ISBN 3-88375-497-8.
- Big Nothing. Die jenseitigen Ebenbilder des Menschen. (Hrsg. mit Matthias Winzen), Verlag König, Köln 2001, ISBN 3-88375-482-X
- Das Tier in mir. Die animalischen Ebenbilder des Menschen. (Hrsg. mit Matthias Winzen), Verlag der Buchhandlung König, Köln 2002, ISBN 3-88375-548-6
- Kultur – Kompetenz. (Hrsg. mit Hans Peter Thurn und Kunibert Bering), Athena-Verlag, Oberhausen 2003, ISBN 3-89896-168-0
- Seele. Konstruktionen des Innerlichen in der Kunst. (Hrsg. mit Matthias Winzen), Verlag für moderne Kunst, Nürnberg 2004, ISBN 978-3-936711-22-6
- Park. Zucht und Wildwuchs in der Kunst. (Hrsg. mit Matthias Winzen), Verlag für moderne Kunst, Nürnberg 2005, ISBN 3-936711-60-7
- Anthropologie und Pädagogik des Spiels. (Hrsg. mit Matthias Winzen),  Beltz Verlag, Weinheim 2005, ISBN 978-3-407-32064-3
- Aufbauen – Zerstören. Phänomene und Prozesse der Kunst. (Hrsg. mit Bettina Paust, Peter M Lynen und Hans Peter Thurn), Athena Verlag, Oberhausen 2007, ISBN 978-3-89896-275-9
- Liebe – Zur Anthropologie einer Grundbedingung pädagogischen Handelns. (Hrsg. mit Reinhard Uhle), VS Verlag, Oberhausen 2007, ISBN 3-89896-271-7; ISBN 978-3-89896-271-1
- Curriculum des Unwägbaren. I. Ästhetische Bildung im Kontext von Schule und Kultur. (Hrsg. mit Bettina Dornberg und Winfried Kneipp), Athena-Verlag, Oberhausen 2007, ISBN 978-3-89896-295-7
- Curriculum des Unwägbaren II. Die Musen als Mägde. (Hrsg. mit Winfried Kneipp), Athena-Verlag, Oberhausen 2009, ISBN 3-89896-372-1
- Standardisierung – Kanonisierung. Erziehungswissenschaftliche Reflexionen. (Hrsg. mit Jutta Ecarius), VS Springer Verlag, Wiesbaden 2009, ISBN 978-3-531-15670-5
- Die Kunst der Lehre und die Lehre der Kunst. Univ. Koblenz-Landau, Koblenz 2009, ISBN 978-3-9812579-1-5.
- Auge und Hand. (Hrsg. mit Guido Reuter). Athena-Verlag, Oberhausen 2011, ISBN 978-3-89896-435-7
- Anthropologie und Pädagogik der Sinne. (Alleinherausgeber) Verlag Barbara Budrich, Leverkusen 2011, ISBN 978-3-86649-440-4.
- Die Künste als Metaphern. Athena Verlag, Oberhausen 2012, ISBN 978-3-89896-457-9.
- Erfahrung – Erfahrungen (Hrsg. mit Helga Peskoller), VS Springer Verlag, Wiesbaden 2012, ISBN 978-3-658-00019-6
- Erziehung, Bildung und Geschlecht, Männlichkeiten im Fokus der Gender-Studies. VS Springer Verlag, Wiesbaden 2012, ISBN 978-3-531-19112-6. (link.springer.com)
- Kinder entdecken Kunst: Kulturelle Bildung im Elementarbereich. (Hrsg. mit Silvia Neysters). Athena Verlag, Oberhausen 2013, ISBN 978-3-7639-6880-0
- Die Bildung des Körpers. (Hrsg. mit Micha Brumlik),  Beltz Juventa Verlag, Weinheim Basel 2013, ISBN 978-3-7799-1270-5. (beltz.de)
- Essen – Bildung – Konsum, pädagogisch-anthropologische Perspektiven (Hrsg. mit Birgit Althans), Springer Fachmedien, Wiesbaden 2015, ISBN 978-3-658-01543-5.
- Das Geben und das Nehmen. Pädagogisch-anthropologische Zugänge zur Sozialökonolie. (Hrsg. mit Jörg Zirfas),  Beltz Verlag, Weinheim/Basel 2017, ISBN 978-3-7799-3650-3. (beltz.de)
- Tiere – Pädagogisch-anthropologische Reflexionen. (Hrsg. mit Kristin Westphal), VS Springer Verlag, Wiesbaden 2018, ISBN 978-3-658-13786-1
- Pädagogische Anthropologie der Technik. (Hrsg. mit Matthias Winzen und Jörg Zirfas), VS Springer Verlag, Wiesbaden 2020, ISBN 978-3-658-11682-8
- Haltung und Affekt. (Hrsg. mit Guido Reuter), Böhlau Verlag, Köln 2020, ISBN 978-3-412-51169-2
- Curriculum des Unwägbaren III. Kinder. Kunst. Lernen. (Hrsg. mit Winfried Kneip), wbv Media Verlag, Bielefeld 2020, ISBN 978-3-7639-6195-5
- Körper denken. Erfahrungen nachschreiben. (Hrsg. mit Kristin Westphal und Ursula Stenger), Beltz Juventa in der Verlagsgruppe Beltz, Weinheim/Basel 2021, ISBN 978-3-7799-6529-9. (beltz.de)